# Lercara Friddi
Lercara Friddi – miejscowość i gmina we Włoszech, w regionie Sycylia, w prowincji Palermo.
Według danych na rok 2004 gminę zamieszkiwało 7386 osób, 199,6 os./km².